# Stollingsgesteente

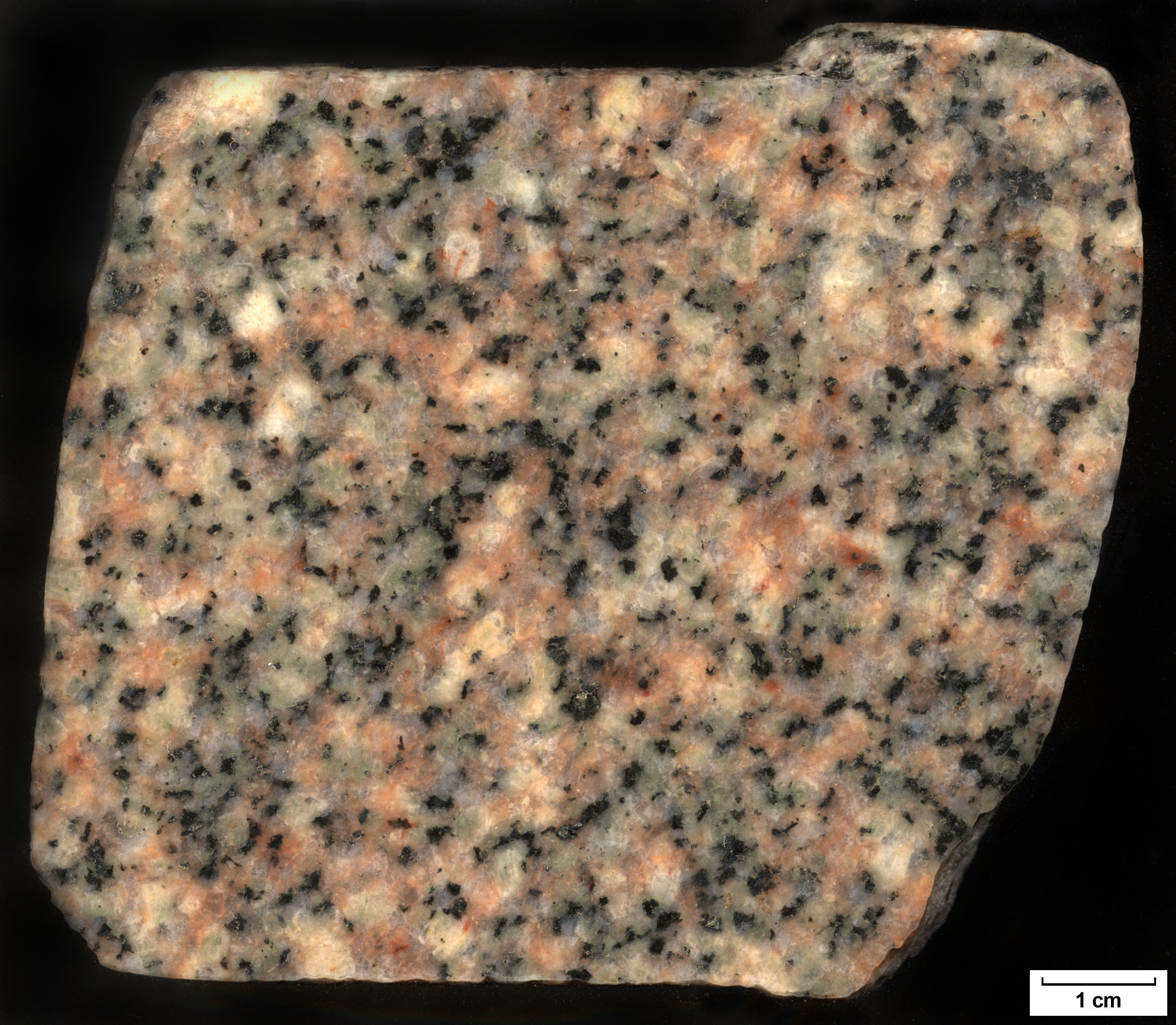
Kwarts-monzoniet, een dieptegesteente waarin plagioklaas het belangrijkste mineraal vormt, aangevuld met kwarts en kaliveldspaat. Handstuk uit een boorkern bij Cape Cod, Massachusetts (VS).

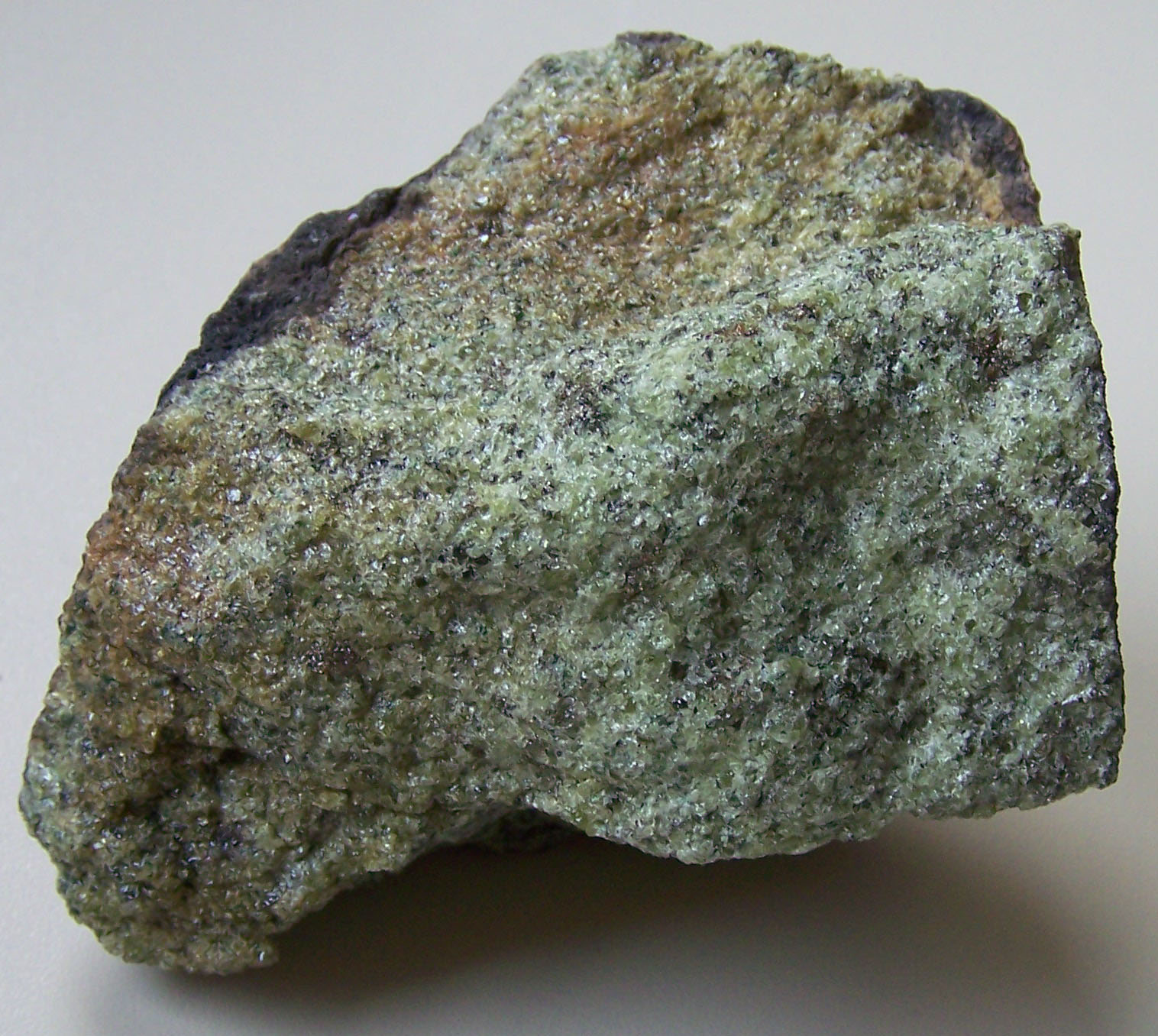
Lherzoliet, een ultramafisch dieptegesteente bestaande uit olivijn, orthopyroxeen en clinopyroxeen. Dreiser Weiher in de Duitse Eifel.

Stollingsgesteente is gesteente dat is ontstaan door stolling van magma (onder het aardoppervlak) of lava (aan het aardoppervlak). In het eerste geval spreekt men van dieptegesteente of magmatisch gesteente, in het laatste geval van uitvloeiingsgesteente of extrusief gesteente.
De vorming van magma in de aardmantel en diepere delen van de lithosfeer is geen gangbaar proces. Het komt alleen bij een aantal tektonische situaties voor: hotspots, subductiezones, spreidingszones en riften. Na vorming zal het magma door een aantal processen kunnen veranderen van samenstelling. Deze factoren bepalen de chemische samenstelling van stollingsgesteente.

## Eigenschappen en naamgeving

Diagram waarin de volumes van gesteentevormende mineralen in (meest voorkomende) subalkaliene stollingsgesteenten t.o.v. het percentage silica staan. Op de verticale as kan de fractie van elk mineraal worden afgelezen, bovenaan staan de bijbehorende namen voor extrusieve of uitvloeiings- en magmatische of dieptegesteenten.

Vrijwel alle stollingsgesteenten zijn kristallijne stoffen: ze zijn opgebouwd uit kristallen. In een kristal liggen de atomen gerangschikt in een symmetrische structuur, die een kristalrooster genoemd wordt. Het gesteente vormde door kristallisatie in een magma. De atomen gingen van de vloeibare fase, waarin ze willekeurig door en langs elkaar konden bewegen, naar een structuur waarbij ze een vaste positie innemen. Omdat magma vrijwel altijd uit verschillende componenten bestaat, kunnen niet alle atomen in hetzelfde kristalrooster gaan zitten: er worden verschillende mineralen gevormd.

### Mineralen
Hoewel er duizenden verschillende mineralen bekend zijn, kristalliseren in de meeste magma's vrijwel alleen mineralen uit die tot een kleine groep behoren. Deze mineralen worden gesteentevormende mineralen genoemd. De gesteentevormende mineralen in stollingsgesteenten zijn silicaten, zoals kwarts, verschillende veldspaten, veldspatoïden, mica's, amfibolen, pyroxenen en olivijnen; en oxiden van magnesium en ijzer, zoals magnetiet en ilmeniet. De meeste stollingsgesteenten bestaan voor 95% uit hooguit drie tot vijf verschillende gesteentevormende mineralen. Daarnaast wordt de identificatie van mineralen in stollingsgesteente vergemakkelijkt omdat ze meestal in vaste "associaties" voorkomen. Kwarts en olivijn komen normaal gesproken bijvoorbeeld niet voor in dezelfde steen.
Een gesteente kan naast gesteentevormende mineralen een groot aantal andere mineralen bevatten, die geen invloed op de naamgeving hebben.
Met het blote oog kan een stollingsgesteente alleen herkend worden aan de hand van de mineralen waaruit het is opgebouwd, en een schatting te maken van de volumefracties die ze innemen. Een belangrijk visueel onderscheid is de hoeveelheid donkere gesteentevormende mineralen (donkere mica's, amfibolen en pyroxenen). Omdat deze mineralen de elementen magnesium en ijzer bevatten, worden ze wel mafisch ("ma" van magnesium, "f" van ferrum - Latijn voor ijzer) genoemd. De lichtgekleurde mineralen kwarts en veldspaten bevatten deze elementen niet of nauwelijks, en worden felsisch genoemd (van feldspar - Engels voor veldspaat). Desondanks is kleur niet altijd een goed criterium voor classificatie: veldspaten kunnen bijvoorbeeld groen, roze, rood, wit of bruin zijn, afhankelijk van kleine concentraties sporenelementen, verwaarloosbaar voor de algehele samenstelling van het gesteente.

### Opbouw

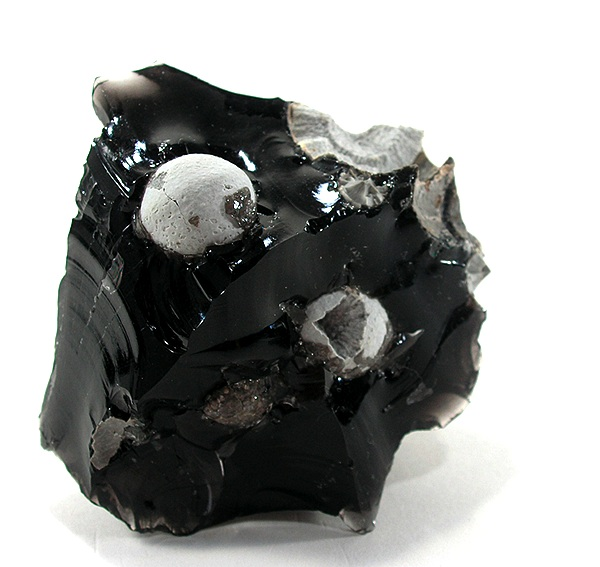
Obsidiaan, een gesteente dat bestaat uit felsisch vulkanisch glas. Vanwege microscopisch kleine kristallen kleurt het glas donker. De witte bollen bestaan uit cristobaliet, ontstaan door devitrificatie. Canyon Butte, Californië.

Bij relatief snelle afkoeling en stolling van het magma hebben de atomen niet de tijd in een geordend kristalrooster te gaan zitten. In plaats van kristallen vormt een amorfe vaste stof: glas. In de natuur komt zulke snelle afkoeling van magma alleen voor wanneer het magma het aardoppervlak bereikt. Extrusieve gesteenten (lava's) bevatten daarom vaak vulkanisch glas; in dieptegesteente komt vrijwel nooit glas voor. Vulkanisch glas is een gesuperkoelde vloeistof, die alleen voorkomt wanneer het gesteente zeer snel stolde, zoals vaak bij extrusieve gesteenten en soms bij ganggesteenten het geval is.
De interne opbouw van een gesteente wordt de textuur genoemd. De belangrijkste eigenschappen die de textuur bepalen zijn de grootte (korrelgrootte), de vorm en de oriëntatie van de kristallen. Gesteente dat bestaat uit relatief grote, met het blote oog zichtbare kristallen heeft een faneritische textuur. Een textuur van niet met het blote oog zichtbare kristallen heet een afanitische textuur. Stollingsgesteente kan ook uit fragmenten zijn opgebouwd, die door magmatische activiteit ontstonden en later aan elkaar zijn gekit. De fragmenten kunnen brokken van gesteente zijn, losse kristallen, of glas.

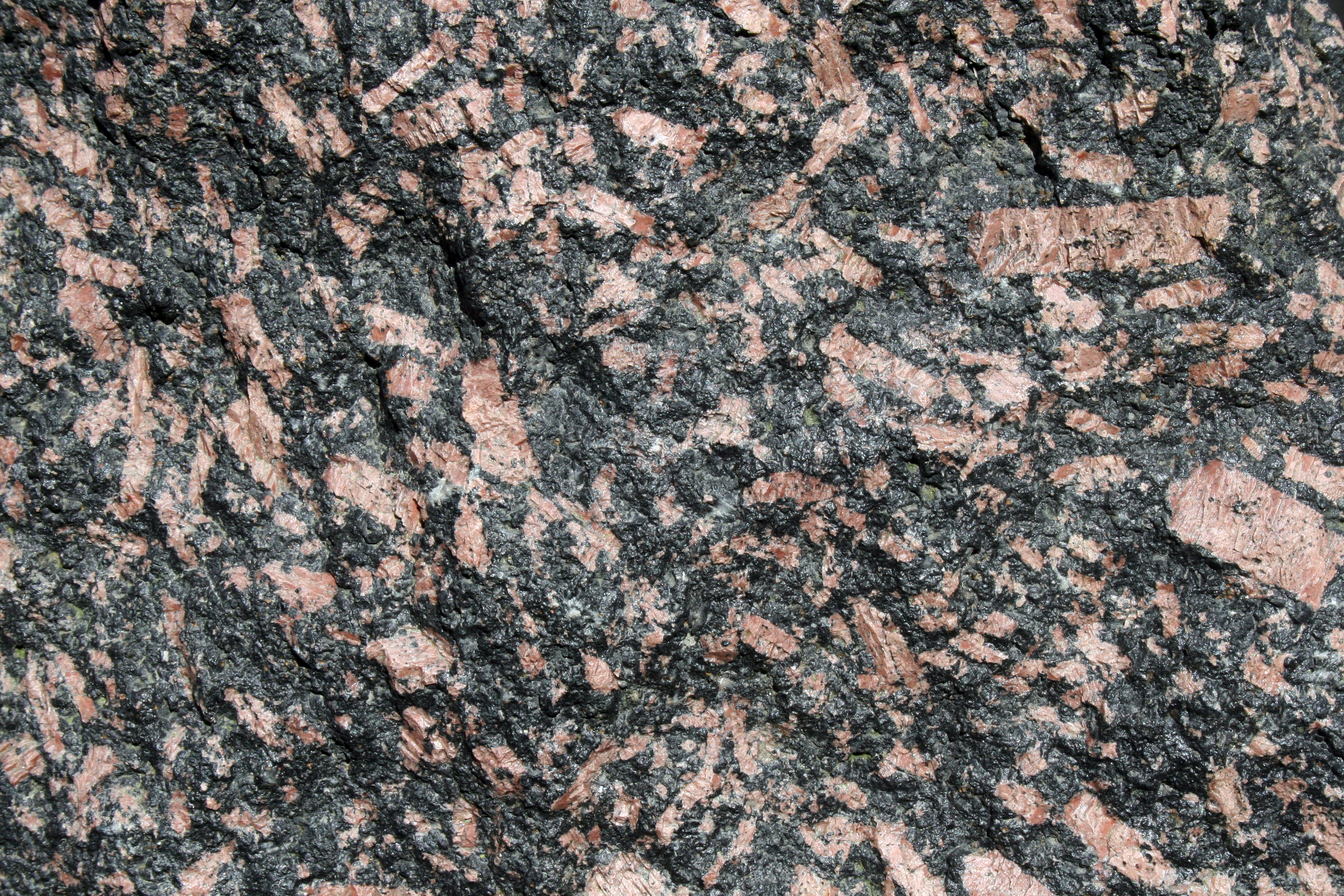
Luxullianiet, een zeldzaam type graniet waarin zwarte toermalijn (schorl) voorkomt. Luxullianiet heeft altijd een porfiritische textuur met fenocrysten van vnl. kaliveldspaat (roze). Locatie: Cornwall.

Een van de belangrijkste invloeden op de grootte van kristallen is de snelheid waarmee het magma of lava afkoelde. Hoe langzamer de afkoeling gaat, hoe meer tijd kristallen hebben te groeien. Daarom zijn dieptegesteenten vrijwel altijd faneritisch, terwijl uitvloeiingsgesteenten meestal afanitisch zijn. De grootte van kristallen in hetzelfde stollingsgesteente kan echter sterk verschillen, bijvoorbeeld tussen de verschillende mineralen. Kristallen die veel groter dan omringende kristallen zijn worden fenocrysten genoemd. De omringende, fijne kristallen waar de fenocrysten zich in bevinden heten de grondmassa. De textuur waarbij het gesteente bestaat uit fenocrysten en een grondmassa wordt porfiritisch genoemd, het gesteente zelf porfier. Hoewel een uitvloeiingsgesteente altijd grotendeels uit een afanitische grondmassa bestaat, kan het ook grotere kristallen bevatten die met het blote oog of een handlens gedetermineerd kunnen worden.

## Voorkomen

Magmatische en vulkanische processen in en op de Aarde.

### Magmatisme en vulkanisme
Als magma het oppervlak bereikt veroorzaakt het vulkanisme. De gesteenten die daarbij ontstaan worden vulkanisch gesteente genoemd (van de Romeins god Vulcanus). Magma dat over het oppervlak stroomt wordt lava genoemd. Wanneer lava stolt ontstaat een uitvloeiingsgesteente of extrusief gesteente. Uitvloeiingsgesteente is dus zowel een vulkanisch gesteente als een stollingsgesteente. Voorbeelden van uitvloeiingsgesteente zijn ryoliet en basalt. Andere vulkanische gesteenten ontstaan uit door een vulkaan uitgeblazen deeltjes (effusief gesteente) of door massabewegingen bij een vulkaanuitbarsting. Hoewel ze vaak fragmenten van stollingsgesteente bevatten, zijn dit geen stollingsgesteenten.
Het meeste magma stolt niet aan het oppervlak, maar binnenin de Aarde, waar het lichamen van stollingsgesteente vormt die intrusies of plutonen worden genoemd. Het type stollingsgesteente waaruit ze bestaan wordt dieptegesteente of plutonisch gesteente genoemd (van de Romeinse god Pluto). Voorbeelden van dieptegesteente zijn graniet en gabbro. De woorden "dieptegesteente" en "plutonisch gesteente" worden meestal alleen gebruikt voor grotere intrusies (honderden meters of groter). Bij kleinere intrusies spreekt men wel van ganggesteente. Voorbeelden van ganggesteente zijn granofier en doleriet.
Hoewel magma uit het binnenste van de Aarde komt, bestaat de aardmantel voor het grootste deel uit vast gesteente. De meeste magma ontstaat door het smelten van een klein deel van gesteente in de bovenste delen van de mantel. Dit magma zal als gevolg van het verschil in dichtheid met vast gesteente omhoog bewegen en in de aardkorst intruderen. Daar kan het grote reservoirs vormen (magmakamers) die daar langzaam stollen, met elkaar mengen, aangevuld worden door nieuw magma uit de mantel of na verloop van tijd verder omhoog bewegen. Tijdens deze processen kan het magma aanzienlijk veranderen in chemische samenstelling. Deze veranderingen worden magmadifferentiatie genoemd. Ze zorgen ervoor dat stollingsgesteenten een grote variatie in chemische samenstellingen en mineralen kunnen vertonen.
Verschillende voorkomens van stollingsgesteente in hetzelfde gebied, die ontstaan zijn door hetzelfde vulkanische of magmatische proces, worden gesteentesuites genoemd. Vaak blijken ze een vergelijkbare chemische samenstelling te hebben.

### Ontstaan van magma
Magma ontstaat door het (partieel) smelten van gesteente. Wanneer een gesteente smelt wordt niet alleen bepaald door de temperatuur, maar ook door de druk en chemische samenstelling van het gesteente. Bij lage druk zal gesteente eerder smelten. Het verband tussen temperatuur en druk waarbij een gesteente smelt wordt de solidus genoemd. Deze is voor elke chemische samenstelling verschillend. Een van de belangrijkste invloeden op de solidus is de hoeveelheid water en andere vluchtige bestanddelen die het gesteente bevat (meestal gebonden in bepaalde mineralen). Hoe meer van deze componenten aanwezig zijn, des te eerder het gesteente smelt.
Magma kan slechts in een aantal situaties gevormd worden, die voornamelijk veroorzaakt worden door plaattektonische omstandigheden. Het type magma dat vormt, en daarom de soorten stollingsgesteente die gevonden worden, verschillen per tektonische situatie. De platentektoniek verdeelt de lithosfeer van de Aarde in tektonische platen, die onderling bewegen. De beweging van de platen wordt aangedreven door convectie in de onderliggende aardmantel. Op plekken waar heet mantelmateriaal omhoog beweegt bewegen de platen uit elkaar. Bij een continent wordt dit een rift genoemd, in een oceaan een spreidingsrug. In beide situaties vormt onder in de lithosfeer magma doordat het hete mantelgesteente omhoog komt, zodat de druk vermindert. Het wegvallen van de druk zorgt voor partieel smelten. Het magma kan daarna verder omhoog bewegen en intruderen in de hogere delen van de lithosfeer. Hetzelfde kan gebeuren bij een mantelpluim, een omhoog gerichte stroom van heet materiaal in de mantel. Door het verminderen van de druk bij het omhoog komen kan het hete materiaal partieel smelten. De plekken aan het oppervlak waar daardoor vulkanisme ontstaat worden hotspots genoemd.
Het tektonische proces waarbij een oceanische plaat onder een andere plaat de mantel in schuift, wordt subductie genoemd. Omdat de oceaanbodem poreus is en doordrenkt met zeewater, komen langs de subductiezone water en andere vluchtige stoffen de mantel binnen, waar ze de smelttemperatuur van het gesteente verlagen. De aldus gevormde magma stijgt op en intrudeert in de overrijdende plaat. Als de overrijdende plaat een continent is, ontstaat een cordillera, een bergketen met actieve vulkanen. Als de overrijdende plaat uit oceanische lithosfeer bestaat, vormt er een vulkanische eilandboog.

### Soorten intrusies

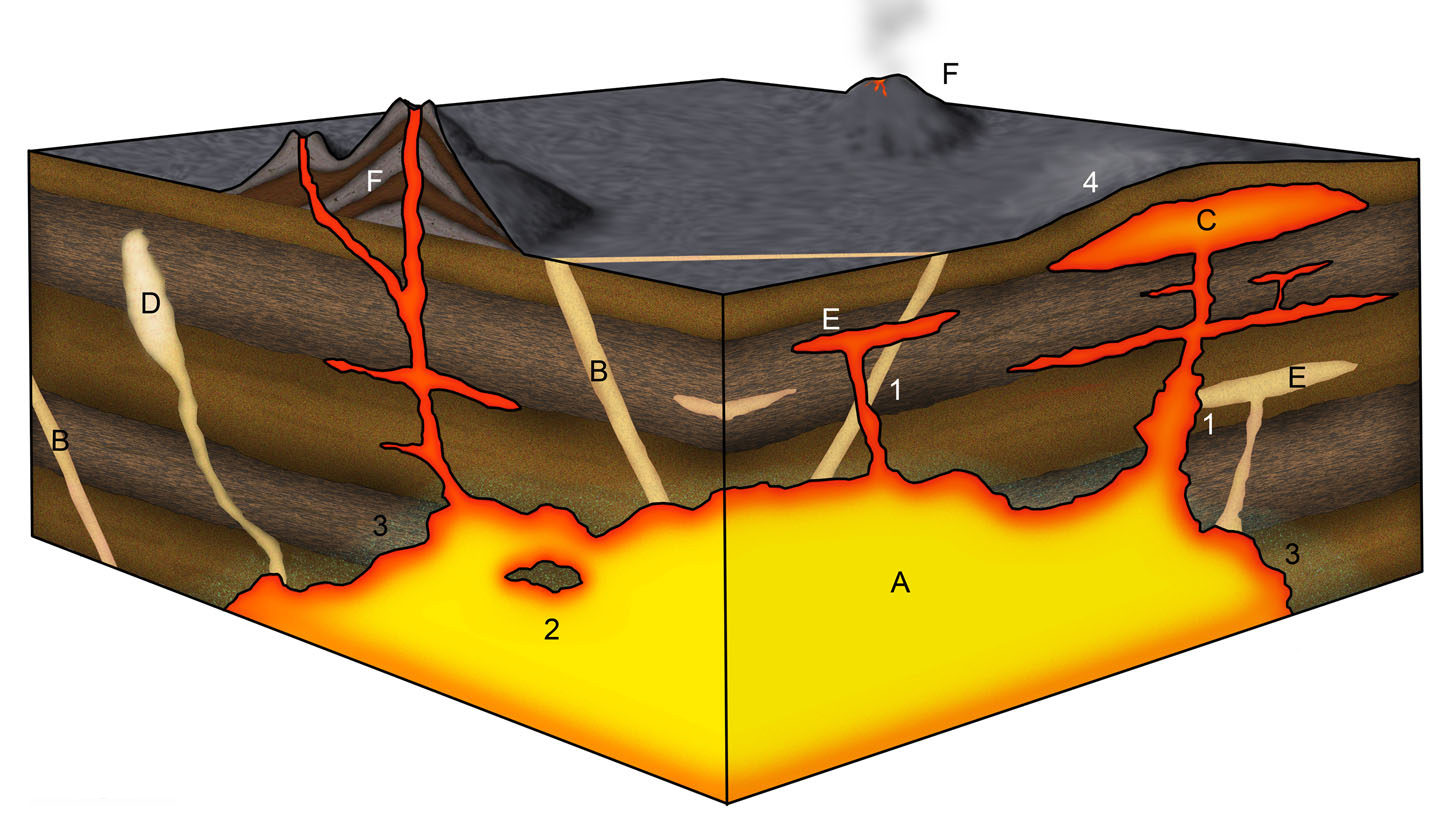
Schematische weergave van intrusielichamen in een gebied waar vulkanisme plaatsvindt. A = batholiet (nog niet gestold: een magmakamer); B = dike; C = laccoliet; D = pegmatiet; E = sill; F = stratovulkaan. Processen in de afbeelding: 1 = jongere intrusie snijdt door een oudere heen; 2 = xenoliet of roof pendant in een magmakamer; 3 = contactmetamorfose; 4 = aardoppervlak wordt opgeheven als gevolg van het ontstaan van een laccoliet.

Gestolde magmalichamen binnenin de Aarde worden intrusies genoemd. Intrusies hebben verschillende groottes en vormen. Hoewel door middel van seismologie de vorm van magmalichamen onder vulkanen zeer grof in kaart gebracht kan worden, komt de beste informatie over de vorm van intrusies van de bestudering van gestolde intrusies, die door erosie aan het aardoppervlak zijn komen te liggen.
Grote, grillig gevormde intrusies worden magmakamers genoemd en komen alleen diep in de aardkorst voor. Als een magmakamer gestold is noemt men de grootste lichamen van stollingsgesteente batholieten, terwijl de kleinere stocks genoemd worden. Zowel batholieten als stocks zijn discordante structuren: ze snijden de lagen in het omringende gesteente af. Batholieten kunnen vele tientallen kilometers breed zijn en kilometers diep.
Sills en dikes zijn kleinere intrusies. Beide hebben een planaire (platte) vorm, maar sills zijn concordante structuren, waarbij de magma tussen de lagen in het omringende gesteente is geïntrudeerd, terwijl dikes juist discordant zijn en de lagen van het omringende gesteente afsnijden. Bij een zeer kleine (cm-schaal), planaire intrusie spreekt men van een ader. Een intrusie waarvan het gesteente uit zeer grote (cm-schaal) kristallen bestaat wordt een pegmatiet genoemd.

### Voorkomen van vulkanisch gesteente

Schematische dwarsdoorsnede van een stratovulkaan. A: aanvoer van magma; B: centrale vulkaanpijp; C: vulkanische kegel op de flank van de vulkaan; D: lavastroom; E: sill; F: pyroclastische afzettingen; G: krater met opvulling; H: oude pijp.

Magma kan op twee manieren het oppervlak bereiken. Wanneer de magma door een ongeveer ronde, pijpachtige opening aan het oppervlak komt (een vulkanische pijp), ontstaat op die plek aan het oppervlak vaak een vulkaan, een opeenhoping van gestolde lavastromen en materiaal dat bij erupties vrijkwam (effusief materiaal). Rond de opening zelf kan een ongeveer ronde depressie ontstaat, een vulkanische krater. Daarnaast kan magma ook via scheuren het aardoppervlak bereiken. Deze vorm van uitbarsten komt vrijwel alleen voor bij magma met een lage viscositeit (stroperigheid).
Er zijn verschillende typen vulkanen. Schildvulkanen zijn vulkanen die voornamelijk uit basalt-lavastromen bestaan en weinig effusief materiaal bevatten. Dit type vulkaan heeft een grote koepelvorm en kan een grootte van tientallen kilometers in diameter bereiken. Stratovulkanen zijn veel kleiner, maar hebben steilere hellingen. Ze vormen een kegelvormige berg, bestaande uit over elkaar afgezette hellende lagen effusief materiaal en lavastromen. De lavastromen hebben bij een stratovulkaan gewoonlijk verschillende samenstellingen, maar zijn gemiddeld felsischer dan de lava van een schildvulkaan.
De centrale pijp van grotere vulkanen heeft vaak zijpijpen, die kleinere, kegelvormige structuren op de flank van de vulkaan of naast de vulkaan voeden. Het magma in een vulkanische pijp kan na elke uitbarsting stollen, waardoor de pijp verstopt raakt. Bij een nieuwe uitbarsting zal het magma dan een nieuwe weg moeten vinden, door of langs de oude pijp. Een vulkaan bestaat meestal uit een opeenvolging van al dan niet vertakkende pijpen, die door lagen tefra en lava heen snijden. Bij explosief vulkanisme, dat alleen bij felsisch magma voorkomt, wordt de vulkaan geheel of gedeeltelijk opgeblazen bij een uitbarsting, waarna op een iets andere plek een nieuwe vulkaan opgebouwd wordt tot ook deze explodeert.
Vulkanen komen soms voor in groepen, die samen een vulkanisch complex vormen, gevoed door dezelfde magmakamer. Naast vulkanen kunnen in een vulkanisch complex kleinere structuren gevormd zijn door kleine uitbarstingen. Voorbeelden van kleine opeenhopingen van effusief materiaal zijn tufringen, sintelkegels of slakkenkegels. Lavakoepels zijn bolvormige opeenhopingen van intermediaire lava (andesiet of daciet) die meestal een paar honderd meter groot zijn.
In sommige vulkanische complexen kan na verloop van tijd de magmakamer instorten, waarbij de magma naar de oppervlakte beweegt en het boven de magmakamer liggende gesteente in blokken de magmakamer inzinkt. Dit veroorzaakt een grote uitbarsting, waarna een grote ringvormige structuur overblijft, die een caldera genoemd wordt.

## Chemische eigenschappen
De chemische en mineralogische samenstelling van stollingsgesteenten vormt een aaneengesloten bereik, waarin elke scheidslijn willekeurig is. De naamgeving van stollingsgesteenten is daarom een lastige zaak. Ook in de vakliteratuur worden sommige namen vaak verschillend gebruikt. De IUGS probeert eenduidige regels te introduceren, maar deze zijn niet compleet en worden ook niet altijd consequent gevolgd.

### Vaste oplossingen
Veel mineralen zijn geen homogene vaste stoffen, maar vaste oplossingen met een sterk variërende chemische samenstelling. Zo kunnen olivijnen en pyroxenen op dezelfde plek in het kristalrooster zowel magnesium als ijzer bevatten. Een olivijn- of pyroxeenkristal heeft bijvoorbeeld een bepaalde verhouding van magnesium en ijzer en is daarom een vaste oplossing tussen twee zogenaamde eindleden. In het voorbeeld van olivijn zijn de eindleden olivijn met 100% magnesium (Mg2SiO4, forsteriet) en olivijn met 100% ijzer (Fe2SiO4, fayaliet). Op vergelijkbare manier vormt plagioklaas (een vorm van veldspaat) een vaste oplossing tussen 100% natrium (NaAlSi3O8, albiet) en 100% calcium (CaAl2Si2O8, anorthiet). In de natuur hebben vaste oplossingen een bepaalde verhouding tussen de eindleden, in het voorbeeld van de plagioklaas bijvoorbeeld 45% natrium en 55% calcium, of 30% natrium en 70% calcium.

Classificatie van dieptegesteente aan de hand van mineralen, in een zgn. QAPF-diagram. Op de hoekpunten staan kwarts (Q), kaliveldspaat (A), plagioklaas (P) en veldspaatvervangers (F).

### Chemische samenstelling
Uit welke elementen een gesteente bestaat kan alleen nauwkeurig in een laboratorium worden bepaald. In de petrologie is het gewoonlijk niet de elementen te noemen, maar de oxiden van de belangrijkste metalen. Gesteenten bestaan voornamelijk uit de oxiden van silicium, aluminium, alkalimetalen, calcium, ijzer en magnesium. Daarnaast hebben ook "vluchtige" elementen een belangrijk aandeel, met name in molaire hoeveelheden, want de massa van deze elementen is klein. De belangrijkste oxiden van vluchtige elementen zijn H2O (water, oxide van waterstof), CO2 (oxide van koolstof) en oxiden van halogenen. De vluchtige bestanddelen zijn meestal gebonden in mineralen als mica's en amfibolen, die hydroxylgroepen bevatten. Koolstof komt vaak voor in de vorm van carbonaten, zoals calciet. Een stollingsgesteente dat grotendeels uit carbonaten bestaat wordt een carbonatiet genoemd.
Bij de indeling en naamgeving van stollingsgesteente worden ook zogenaamde normatieve mineralen gebruikt, dit zijn de mineralen die zouden kristalliseren als het gesteente onder perfect chemisch evenwicht zou zijn gestold. Vooral bij snel gestolde uitvloeiingsgesteenten zijn de mineralen vaak niet daadwerkelijk in de normatieve hoeveelheden aanwezig, het gaat om een theoretische maat die volgt uit de chemische samenstelling. De naamgeving van stollingsgesteente gaat grotendeels uit van QAPF-diagrammen, diagrammen waarin op de hoekpunten de belangrijkste normatieve mineralen staan. Een bepaald gesteente, bijvoorbeeld graniet of gabbro, beslaat in een QAPF-diagram een veld met vastgelegde grenzen.

IUGS-classificatie (naamgeving) van afanitische stollingsgesteenten naar massapercentages alkali-oxide en silica. Alkaliene series bevinden zich in het blauwe gebied, subalkaliene series in het gele.

Of een gesteente mafische of felsische mineralen bevat wordt bepaald door de hoeveelheid silica (siliciumoxide, SiO2). Felsische mineralen bevatten relatief veel silica ten opzichte van andere oxiden, terwijl mafische mineralen juist relatief weinig silica bevatten. Uit een magma dat relatief arm is aan silica zullen daarom mafische mineralen vormen. Wanneer de concentratie SiO2 in het magma relatief hoog is, kan pure silica kristalliseren - meestal in de vorm van het mineraal kwarts. Een gesteente dat puur silica bevat wordt "oververzadigd in silica" (Engels: silica-oversaturated) genoemd. In een gesteente met een lagere concentratie silica zal de silica bindingen vormen met andere oxiden. Hoe lager de concentratie silica is, des te groter het aandeel van mineralen die weinig silica bevatten. In een mafisch gesteente zal in plaats van pyroxeen eerder olivijn vormen: dit heeft een relatief lagere concentratie silica (pyroxeen heeft de formule (Mg,Fe)SiO3, olivijn is (Mg,Fe)2SiO4; in pyroxeen zit ten opzichte van andere oxiden meer silica). Gesteenten met zeer lage concentraties silica zullen in plaats van veldspaten veldspatoïden bevatten (in veldspatoïden is de verhouding silica t.o.v. andere oxiden drie maal zo klein als in veldspaten). Van gesteenten die pyroxenen bevatten, maar geen kwarts, veldspatoïden of olivijn, wordt gezegd dat ze "verzadigd zijn in silica" (Engels: silica-saturated). Gesteenten die olivijn en/of veldspatoïden bevatten worden "onderverzadigd in silica" (Engels: silica-undersaturated) genoemd.
Naast silica zijn ook de oxiden van andere metalen belangrijk bij de classificatie en het onderzoek naar het ontstaan van stollingsgesteenten. Gesteenten die rijk zijn in alkali's worden alkalien genoemd, terwijl (vaker voorkomend) subalkalien gesteente arm is in alkali's en verzadigd of oververzadigd in silica. Subalkalien gesteente wordt onderverdeeld in tholeiitisch (rijk in ijzer) en kalk-alkalien (relatief verrijkt in silica en alkali's).
De hoeveelheid aluminiumoxide in een stollingsgesteente wordt meestal gemeten ten opzichte van de oxiden van natrium, kalium en calcium. Deze verhouding wordt de aluminiumverzadigingsindex genoemd (Al2O3/K2O + Na2O + CaO). Als deze index groter is dan 1 (meer aluminiumoxide dan calcium-, natrium- en kaliumoxide samen), wordt het gesteente "oververzadigd in aluminium" en peralumineus genoemd. Dergelijk gesteente zal aluminiumrijke mineralen bevatten. In eerste instantie zijn dit mica's (vooral muscoviet), maar ook andalusiet, cordieriet, kyaniet en granaat kunnen voorkomen. Als de index kleiner is dan 1 wordt het gesteente "onderverzadigd in aluminium" genoemd. Een aluminium-onderverzadigd gesteente dat relatief veel calcium bevat, wordt metalumineus genoemd. Dergelijke gesteenten bevatten aluminium-arme mineralen als hornblende, anorthiet, wollastoniet en titaniet. Als er ook minder aluminium in het gesteente is dan natrium en kalium samen, wordt het gesteente peralkalien genoemd.

## Vorming

Schematische weergave van kristalfractionatie. Bij het afkoelen van een magmakamer kristalliseren eerst de mafischere mineralen, waardoor de smelt een steeds felsischere samenstelling krijgt.

### Magmadifferentiatie
Vanwege de grote chemische verscheidenheid aan stollingsgesteenten is duidelijk dat magma zeer verschillende samenstellingen kan hebben. Van de bovenmantel is echter bekend dat de samenstelling opvallend homogeen is. Wanneer de peridotiet waaruit de bovenmantel bestaat partieel smelt, zal de smelt (het primaire magma) ongeveer de samenstelling van basalt hebben. Basalt is het belangrijkste bestanddeel van de oceanische lithosfeer, die gevormd wordt door het stollen van magma bij mid-oceanische ruggen. De continenten zijn echter opgebouwd uit stollingsgesteenten met een veel felsischere samenstelling, zoals dioriet en graniet, die verder afligt van het primaire magma.
Een van de belangrijkste processen waarmee magma van samenstelling verandert, is kristalfractionatie. Kristalfractionatie berust op verschillen in kristallisatietemperatuur tussen verschillende mineralen. De volgorde waarin mineralen in een langzaam afkoelend magma een voor een uitkristalliseren wordt de Bowen-reactiereeks genoemd. Mafische mineralen als olivijn hebben een hoge stollingstemperatuur, terwijl felsische mineralen juist bij een relatief lage temperatuur kristalliseren. Als de kristallen naar de bodem van de magmakamer zinken, ontstaat daar een cumulaatgesteente, dat een stuk mafischer is dan het magma zelf. Tegelijkertijd worden de mafische mineralen aan de smelt onttrokken, zodat het magma steeds felsischer wordt. In veel grote intrusielichamen is daarom van onder naar boven een geleidelijke overgang van mafischere naar felsischere mineralen te zien. Omdat magma met een felsischere samenstelling een kleinere dichtheid heeft, is bovendien de kans aanwezig dat het magma na een periode van kristallisatie verder omhoog beweegt.
Kristalfractionatie is echter onvoldoende om de grote volumes felsische plutonen in de continentale lithosfeer te verklaren. Daarom wordt verondersteld dat bij de vorming van granitisch magma het mengen van verschillende magma's en assimilatie van omringend gesteente een belangrijke rol spelen. Een magma dat intrudeert in een continent zal daar zijn omgeving verwarmen. Als gevolg kan het gesteente rondom een magmakamer ook smelten, waardoor chemische verontreiniging van het magma optreedt. Deze assimilatie van omringend gesteente speelt met name een belangrijke rol bij magmatisme in subductiezones, zoals bij eilandbogen en orogene wiggen (gebergtes). Bij eilandbogen zal het magma vermengen met een mengsel van basaltisch gesteenten en sedimentair gesteente, waaruit de subducerende plaat bestaat. Bij orogenen kunnen verschillende fases van fractionatie en assimilatie van omringend stollings-, metamorf en sedimentair gesteente uiteindelijk magma met een granitische samenstelling produceren.

### Kristallisatie
Kristallisatie bestaat eigenlijk uit twee aparte processen: nucleatie, het vormen van nucleatiekernen in de smelt; en kristalgroei, het proces waarin de kernen aangroeien wanneer atomen uit de smelt zich aan het kristal binden. In een smelt zullen deeltjes vrij langs elkaar bewegen. Door deze vrije beweging zal af en toe toevallig de structuur van een kristal ontstaan tussen enkele atomen - een nucleatiekern. Wanneer de temperatuur zover gedaald is (of de druk tot het juiste punt gestegen, wat bij het stollen van magma een minder belangrijke rol speelt) dat het betreffende kristal stabiel is, wordt de kans groter dat deze structuur blijft bestaan. Dit proces wordt homogene nucleatie genoemd. Omdat de kans op toevallige vorming van een ingewikkelde structuur kleiner is dan de kans op vorming van een simpele structuur, zal nucleatie van mineralen met ingewikkelde kristalstructuren minder snel gaan dan van mineralen met simpele structuren.
Bij heterogene nucleatie ontstaan de nucleatiekernen op grensvlakken van de smelt met al bestaande andere fases, zodat de vrije energie voor het ontstaan van een kern niet zo groot is. Die andere fase kan bijvoorbeeld de rand van de magmakamer zijn, maar ook al bestaande kristallen die in het magma drijven. Soms was het magma nooit geheel gesmolten, maar bleven er microscopisch kleine kristallen aanwezig (restieten). Ook kan het magma kristallen uit het omringende gesteente opnemen, die niet smelten maar in het magma blijven drijven (xenocrysten). Al deze kristallen kunnen dienen als oppervlak van nieuwe nucleatiekernen. Ook vesicles (bellen in het magma) kunnen als oppervlak dienen voor heterogene nucleatie.
Bij nucleatie van nucleatiekernen in een magma is in eerste instantie belangrijk dat de temperatuur en druk dusdanig zijn, dat het betreffende mineraal thermodynamisch gezien stabiel is. Echter, kristallisatie vindt vaak nog niet plaats als de temperatuur tot het juiste punt gedaald is. De temperatuur moet eerst een zekere drempelwaarde hebben overschreden. Dit komt doordat de vrije energie van atomen aan de buitenkant van een kristal (het grensvlak) groter is dan binnenin: deze atomen hebben niet aan alle zijden bindingen en zijn daarom relatief instabiel. Bij een nucleatiekern zijn alle atomen in aanraking met de smelt, zodat de kern een relatief hoge hoeveelheid vrije energie heeft. Naarmate het kristal groeit, wordt de verhouding tussen het volume en oppervlak groter en neemt de vrije energie af. Om deze reden zijn grote kristallen stabieler dan kleine.